# Voyager 2
Voyager 2 là tàu thăm dò không gian được NASA phóng vào ngày 20 tháng 8 năm 1977, để nghiên cứu các hành tinh bên ngoài và không gian giữa các vì sao bên ngoài nhật quyển của Mặt Trời. Là một phần của chương trình Voyager, nó được phóng 16 ngày trước tàu song sinh của nó, Voyager 1, trên một quỹ đạo mất nhiều thời gian hơn để đến được các hành tinh khí khổng lồ Sao Mộc và Sao Thổ nhưng lại cho phép bay ngang qua thêm các hành tinh băng khổng lồ Sao Thiên Vương và Sao Hải Vương. Voyager 2 vẫn là tàu vũ trụ duy nhất đã bay ngang qua hai hành tinh băng khổng lồ. Voyager 2 là tàu thăm dò vũ trụ thứ ba trong số năm tàu vũ trụ đạt được vận tốc thoát khỏi Mặt trời, cho phép nó rời khỏi Hệ Mặt Trời.
Voyager 2 đã hoàn thành xuất sắc sứ mệnh chính của bản thân là ghé thăm hệ thống sao Mộc vào năm 1979, hệ thống sao Thổ năm 1981, hệ thống sao Thiên Vương năm 1986 và hệ thống sao Hải Vương năm 1989. Tàu vũ trụ hiện đang thực hiện nhiệm vụ mở rộng là nghiên cứu môi trường liên sao. Nó đã hoạt động được 47 năm, 7 tháng, 5 ngày tính đến 15:49, 25 tháng 3 năm 2025 UTC [refresh]. Tính đến tháng 10 năm 2023, nó đã đạt khoảng cách 134 AU (20 tỷ km; 12 tỷ mi) tính từ Trái đất.
Tàu thăm dò đi vào không gian giữa các vì sao vào ngày 5 tháng 11 năm 2018, ở khoảng cách 119,7 AU (11,1 tỷ mi; 17,9 tỷ km) tính từ Mặt Trời và di chuyển với vận tốc tương đối 15,341 km/s (34.320 mph) phía mặt trời. Voyager 2 đã rời khỏi nhật quyển của Mặt trời và đang du hành qua môi trường liên sao, một vùng không gian ngoài thiên thể nằm ngoài ảnh hưởng của Hệ Mặt trời, gia nhập cùng Voyager 1, đã đến được môi trường liên sao vào năm 2012. Voyager 2 đã bắt đầu cung cấp những phép đo trực tiếp đầu tiên về mật độ và nhiệt độ của plasma giữa các vì sao.
Voyager 2 vẫn liên lạc với Trái Đất thông qua Mạng lưới giám sát Không gian Sâu NASA. Thông tin liên lạc là trách nhiệm của ăngten liên lạc DSS 43 của Úc, đặt gần Canberra.

## Hồ sơ phi vụ

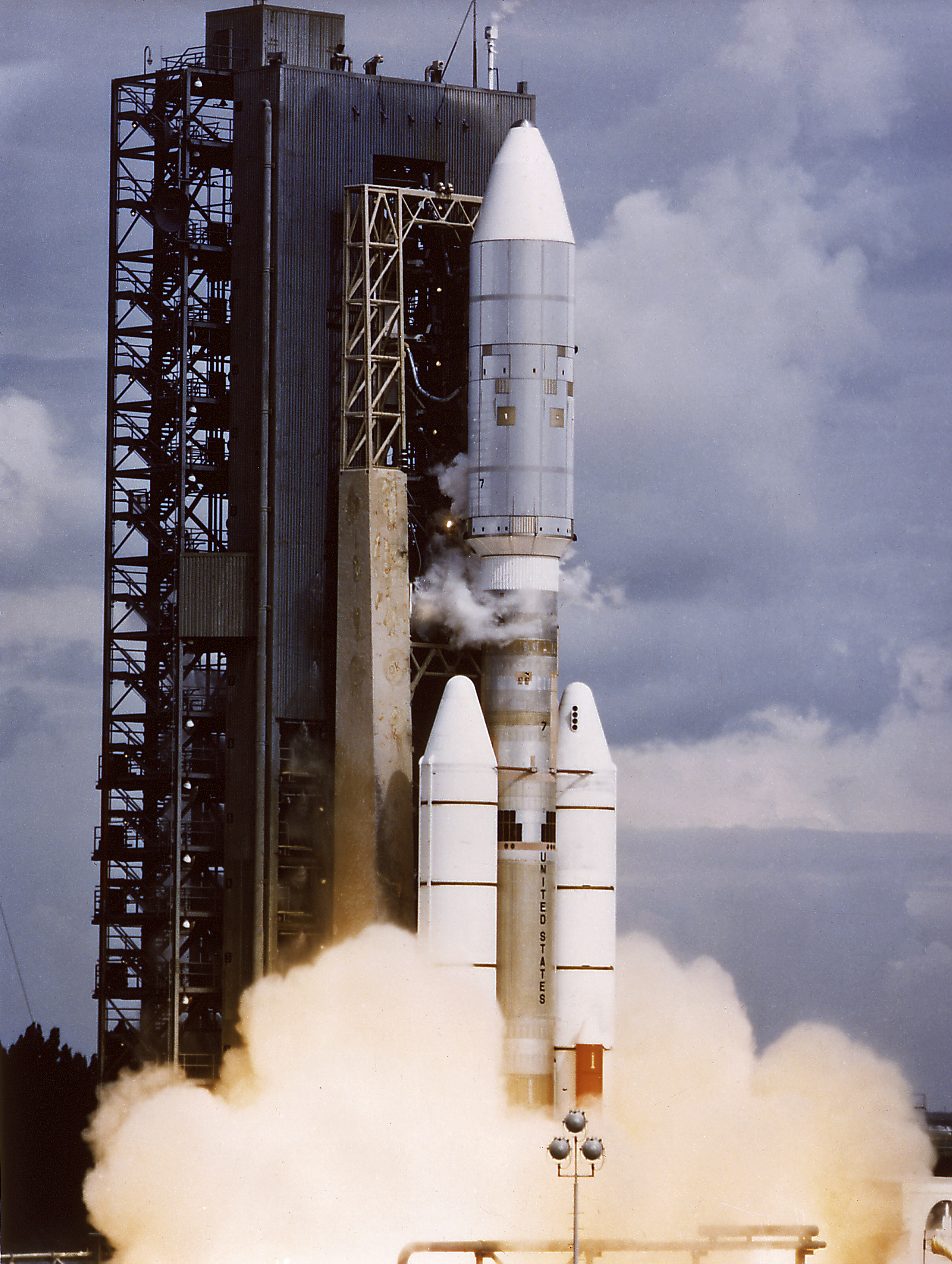
Voyager 2 được phóng đi ngày 20 tháng 8 năm 1977 bằng một tên lửa Titan IIIE/Centaur.

Voyager 2 ban đầu được sắp đặt kế hoạch để trở thành Mariner 12, một sự mở rộng của các tàu vũ trụ thuộc chương trình Mariner.
Tàu vũ trụ Voyager 2 được phóng đi ngày 20 tháng 8 năm 1977, từ Mũi Canaveral, Florida, Hoa Kỳ trên một tên lửa phóng Titan IIIE/Centaur, trong một phi vụ hoàn mỹ không gặp bất kỳ trở ngại nào vào đúng quỹ đạo. Một số tuần sau, những người điều khiển mặt đất của chương trình Voyager gặp phải một vấn đề sau lần phóng đầu tiên với Voyager 1, và họ quên gửi mã nguồn nâng cấp quan trọng cho Voyager 2. (Các tàu vũ trụ này đã được lập trình để chờ một thông điệp radio theo một số dạng từ Mạng Lưới Không Gian Sâu ít nhất mỗi lần một tuần để kiểm tra xem các hệ thống radio của chúng còn hoạt động hay không.) Sai sót này trong việc nhận tín hiệu radio khiến Voyager 2 tắt thiết bị nhận radio chính của nó và chuyển sang sử dụng thiết bị nhận dự phòng tương tự, với một hư hỏng nhẹ. Trong quá trình bật tắt chuyển giữa hai máy thu nhận trong vài lần, một cầu chì trong nguồn cấp điện một chiều của máy thu chính bị nổ, làm nó ngừng hoạt động vĩnh viễn. Vì thế từ thời điểm đó về sau toàn bộ phi vụ phải dựa vào máy thu dự phòng.
May thay, sau khi đợi thêm một tuần, Voyager 2 tự động bật máy thu radio dự phòng một lần nữa, và các kỹ sư radio thuộc Mạng Lưới Không Gian Sâu đã có thể thiết lập lại tiếp xúc thông qua máy thu radio dự phòng của tàu vũ trụ. Máy thu radio này từ đó trở nên "khó tính", nhưng nó đã được "chăm sóc" về mặt kỹ thuật, và không bao giờ hư hỏng. Tương tự, theo định kỳ, các tập tin tiến trình để Voyager 2 tuân thủ trong tương lai được tải lên thông qua Mạng Lưới Không Gian Sâu để trao cho Voyager 2 một kế hoạch đại cương về những nhiệm vụ phải thực hiện trong vài tháng, trong trường hợp máy thu radio hư hỏng vĩnh viễn, làm mất mọi liên lạc từ Trái Đất đến Voyager 2. 
Tuy nhiên, máy thu radio dự phòng cho Voyager 2 không hư hỏng, và nó vẫn đang hoạt động ở thời điểm ngày 28 tháng 11 năm 2009. Về hai máy thu radio của for Voyager 1, chúng chưa từng gặp một vấn đề nào. Hơn nữa, chưa bao giờ có vấn đề với các máy truyền phát X-band traveling wave tube ở cả Voyager 1 và Voyager 2.

### Những khó khăn khi phóng
Các con quay hồi chuyển và máy tính của Voyager 2 đã hoạt động trong giai đoạn phóng của tên lửa Titan/Centaur, giám sát chuỗi các sự kiện, để các hệ thống này đảm nhiệm việc điều khiển tư thế và các chức năng khác của tàu vũ trụ ngay sau khi tách khỏi tầng cuối cùng của tên lửa Centaur. Nhưng ở thời điểm đó, điều không mong đợi đã xảy ra: máy tính của Voyager 2 gặp một sự "mất thăng bằng" rôbốt. Trong tình trạng nhầm lẫn, nó đã bật các cảm biến dự phòng một cách không cần thiết, khiến các "cảm biến" của nó ngừng hoạt động.
Máy tính điều khiển bay mất phương hướng của Voyager 2 tiếp tục bị ngắt khỏi các tên lửa điều chỉnh mạnh của Voyager ở thời điểm đó, vì thế nó không gây ra thiệt hại cho vụ phóng trong thời gian phóng. Hệ thống điều khiển tư thế của Centaur tiếp tục chịu trách nhiệm, không gặp phải hiện tượng "mất thăng bằng" và, theo đúng kế hoạch, đã sửa chữa sự mất thăng bằng này của máy tính của Voyager ngay trước khi tách nhau.
Từ trung tâm điều khiển tàu vũ trụ, các kỹ sư và kỹ thuật viên quan sát một cách bất lực những trò hề của chiếc máy tính đã mất phương hướng của Voyager 2. Một giờ 11 phút sau vụ phóng, tên lửa nhiên liệu rắn của riêng Voyager 2 hoạt động trong 45 giây, để tăng động lượng lần cuối cho nó để đủ sức tới Sao Mộc.
Một và một nửa phút sau khi tên lửa chính của Voyager 2 ngừng hoạt động, cánh tay khớp nối dài ba mét giữ camera và các thiết bị cảm biến từ xa khác mở ra và hoạt động theo kế hoạch. Sau đó, máy tính của Voyager 2 một lần nữa cảm thấy tình trạng khẩn cấp vì một số lý do. Lần này nó chuyển sang một bộ điều khiển khác và kích hoạt các van để kiểm soát các luồng khí phụt nhỏ để ổn định tư thế của nó trong vũ trụ. "Người bạn ruột" robot của Voyager 2 (chương trình điều khiển của nó) sau đó nghi ngờ một số phần của máy tính trong một nỗ lực điên rồ nhằm sửa chữa sự sai hướng mà nó phát hiện ra.
Ở thời điểm này, Voyager 2 sau các quy trình thông thường mà các kỹ sư của Jet Propulsion Laboratory đã cài đặt trên máy tính để giải quyết các tình trạng khẩn cấp cho tàu vũ trụ robot trong không gian xa—mất phương hướng điều khiển tư thế. Voyager 2 tắt hầu hết liên lạc với Trái Đất nhằm bắt đầu chỉnh lại hướng.
Bảy mươi phút trôi qua trong khi Voyager 2 tự mình tìm kiếm Mặt trời với một cảm biến để thiết lập một điểm hướng. Cuối cùng Voyager 2 phát sóng radio về phía Trái Đất thông báo rằng nó đã hoạt động bình thường. Tới thời điểm này ta vẫn không biết liệu các cảm biến dày đặc trên đó có hoạt động sai không, hay các máy tính số trên tàu đã hư hỏng.
Việc tìm kiếm lỗi trên máy tính của Voyager 2 khi ấy được thực hiện trên giả thiết đau lòng rằng nó sẽ chỉ bị gây ra bởi một lỗi phần cứng khi đã cách Trái Đất hàng trăm triệu dặm. Trong sự kiện đó, Voyager 2 sẽ thậm chí không thể thiết lập các liên hệ khẩn cấp với những người điều khiển bay, họ không thể giúp đỡ nó ở khoảng cách ấy, trong bất kỳ trường hợp nào.
Voyager 2 đã được lập trình để hầu như tắt mọi liên lạc với Trái Đất trong những tình huống khẩn cấp ở sâu trong vũ trụ như vậy và để tự sửa chữa. Tuy nhiên, các quy trình đó đã được khởi động ngay sau khi phóng, khi đáng ra chúng không được xảy ra. Không hề có lỗi phần cứng nào trong máy tính—chỉ là một cài đặt nhầm nhỏ nhưng nghiêm trọng của các thiết bị đo tư thế trong máy tính trên tàu.

### Gặp Sao Mộc
Lần tiếp cận Sao Mộc gần nhất diễn ra ngày 9 tháng 7 năm 1979. Nó bay vào trong khoảng cách 570,000 km (350,000 dặm) từ các đám mây cao nhất trên hành tinh này. Nó đã phát hiện một số vành đai xung quanh Sao Mộc, cũng như hoạt động núi lửa bên trên Mặt Trăng Io.
Đốm Đỏ Lớn được khám phá là một cơn bão phức tạp đang di chuyển theo hướng ngược chiều kim đồng hồ. Một mạng lưới các cơn bão và xoáy lốc nhỏ hơn đã được tìm thấy trên khắp dải mây.
Việc phát hiện các hoạt động núi lửa trên Mặt Trăng Io là khám phá lớn nhất không được mong đợi tại Sao Mộc. Đây là lần đầu tiên các hoạt động núi lửa được quan sát thấy trên một vật thể khác trong Hệ mặt trời. Cùng với nhau, hai tàu Voyager đã quan sát những vụ phun trào của chín núi lửa trên Io, và có bằng chứng rằng những vụ phun trào khác cũng đã xảy ra giữa hai lần bay ngang của các tàu Voyager.
Mặt Trăng Europa thể hiện các đặc điểm gồm rất nhiều các đường kẻ cắt nhau trong những bức ảnh có độ phân giải thấp từ Voyager 1. Ban đầu, các nhà khoa học tin rằng các đặc điểm này có thể là các vết nứt sâu, gây ra bởi tình trạng trôi dạt lớp áo hay các quá trình kiến tạo. Tuy nhiên, các bức ảnh chụp gần có độ phân giải cao của Voyager 2, khiến các nhà khoa học bối rối: Các đặc điểm quá thiếu cao độ địa hình khiến một nhà khoa học đã miêu tả chúng, chúng "có thể đã được sơn lên bằng một chiếc bút dạ." Europa có hoạt động ở bên trong vì nhiệt thủy triều ở mức độ bằng khoảng một phần mười của Io. Europa được cho là có lớp vỏ mỏng (dày chưa tới 30 kilômét hay 18 dặm) gồm băng nước, có thể nổi trên một đại dương sâu 50 kilômét (30 dặm).
Hai vệ tinh mới, nhỏ, Adrastea và Metis, đã được tìm thấy với quỹ đạo ngay ở bên ngoài vành đai. Một vệ tinh mới thứ ba, Thebe, đã được phát hiện giữa các quỹ đạo của Amalthea và Io.

### Gặp Sao Thổ
Lần tiếp cận gần nhất với Sao Thổ diễn ra ngày 26 tháng 8 năm 1981.
Khi đang bay qua phía sau Sao Thổ (khi được nhìn từ Trái Đất), Voyager 2 đã thám hiểm khí quyển trên cao của Sao Thổ với đường nối radio của nó để thu thập thông tin về nhiệt độ và mật độ khí quyển. Voyager 2 phát hiện ra rằng các mức độ áp suất cao nhất (bảy kilopascal áp suất), nhiệt độ của Sao Thổ khoảng 70 kelvin (−203 °C), trong khi những mức độ thấp nhất đo được là (120 kilopascal) nhiệt độ tăng lên tới 143 K (−130 °C). Cực bắc được phát hiện lạnh hơn 10 kelvin, dù đây có thể là theo mùa (xem thêm Đối diện Sao Thổ).
Sau khi bay qua Sao Thổ, dàn camera của Voyager 2 đã hướng lên trong một thời gian ngắn, khiến nguy cơ mở rộng phi vụ tới Sao Thiên Vương và Sao Hải Vương gặp nguy hiểm, các kỹ sư của phi vụ đã giải quyết được vấn đề này (gây ra bởi việc sử dụng quá mức khiến dầu bôi trơn của nó tạm thời bị mất), và tàu vũ trụ Voyager 2 tiếp tục bay đi để thám hiểm hệ Sao Thiên Vương.

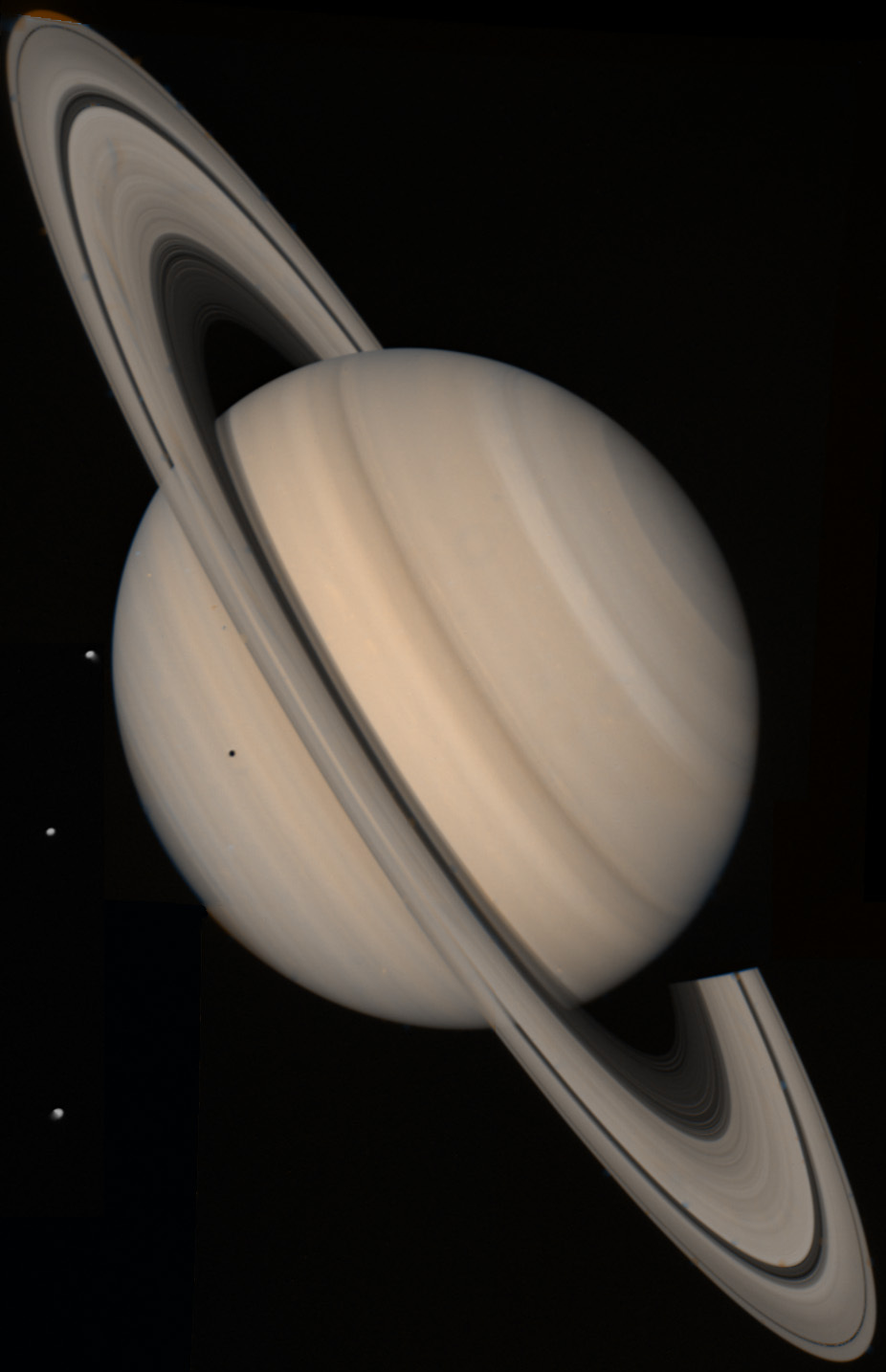
Sao Thổ được chụp bởi Voyager 2.
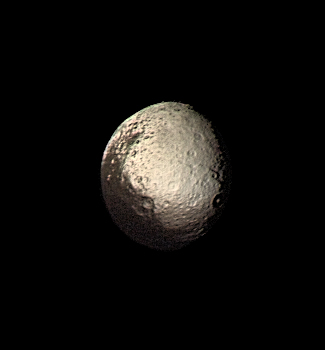
Iapetus bởi tàu vũ trụ Voyager 2, 22 tháng 8 năm 1981.
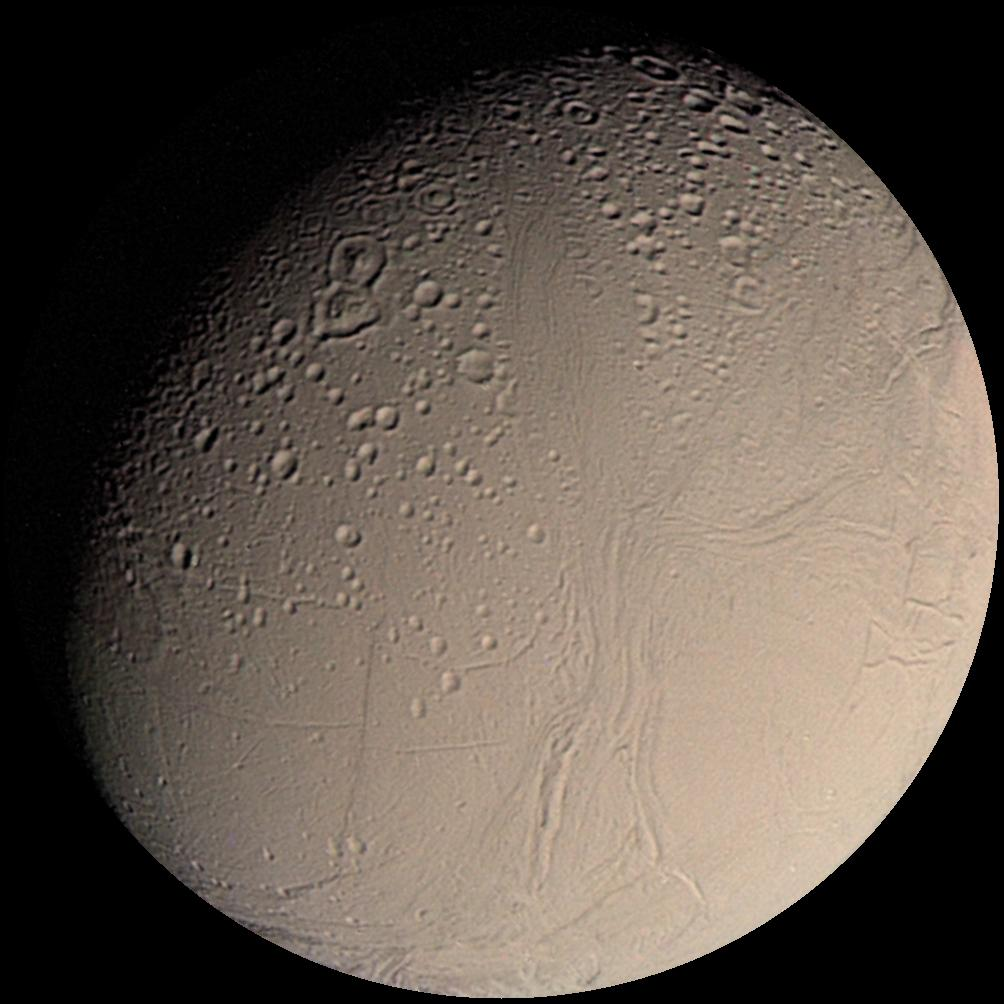
Ảnh màu của Enceladus, hầu như toàn bộ đĩa.
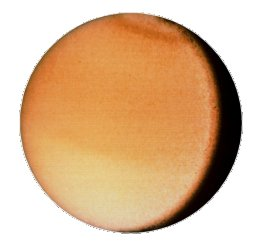
Titan.

### Gặp Sao Thiên Vương
Lần tiếp cận gần nhất Sao Thiên Vương diễn ra ngày 24 tháng 1 năm 1986, khi Voyager 2 bay vào trong 81,500 kilômét (50,600 dặm) từ các đám mây trên đỉnh hành tinh. Voyager 2 cũng đã phát hiện ra 10 vệ tinh trước kia chưa được biết tới của Sao Thiên Vương; nghiên cứu khí quyển độc nhất của hành tinh, gây ra bởi độ nghiêng trục 97.8°Của nó; và xem xét hệ thống vành đai Sao Thiên Vương.
Sao Thiên Vương rõ ràng là hành tinh lớn thứ ba (Sao Hải Vương có khối lượng lớn hơn, nhưng thể tích nhỏ hơn) trong Hệ mặt trời. Nó quay quanh Mặt trời ở khoảng cách khoảng 2.8 tỷ kilômét (1.7 tỷ dặm), và hoàn thành một vòng sau 84 năm. Độ dài một ngày trên Sao Thiên Vương như Voyager 2 đo đạc là 17 giờ, 14 phút. Sao Thiên Vương là độc nhất trong số các hành tinh có trục nghiêng khoảng 90°, có nghĩa trục của nó gần như song song, chứ không vuông góc với mặt phẳng ecliptic. Độ nghiêng trục quá lớn này được cho là kết quả của một va chạm giữa hành tinh Thiên Vương đang hình thành với một vật thể cỡ hành tinh khác trong lịch sử Hệ mặt trời. Với độ nghiêng trục bất thường của nó, với các vùng cực của Sao Thiên Vương liên tục nhận được ánh sáng Mặt trời hay bị che khuất trong nhiều năm, các nhà khoa học hành tinh không chắc chắn điều gì sẽ xảy ra khi quan sát hay đo đạc Sao Thiên Vương.
Voyager 2 thấy rằng một trong những hiệu ứng đáng ngạc nhiên nhất của việc quay sang bên của Sao Thiên Vương là hiệu ứng trên đuôi của từ trường hành tinh. Nó cũng bị nghiêng khoảng 60 độ so với trục quay của Sao Thiên Vương. Đuôi từ trường của hành tinh được thể hiện bị vặn xoắn bởi Sao Thiên Vương thành một hình nút bần dài theo sau hành tinh. Sự hiện diện của từ trường mạnh của Sao Thiên Vương chưa từng được biết tới cho tới khi Voyager's 2 đến.
Các vành đai bức xạ của Sao Thiên Vương được phát hiện có độ dày đặc như các vành đai của Sao Thổ. Mật độ phát xạ bên trong các vành đai Sao Thiên Vương khiến sự bức xạ sẽ "nhanh chóng" tối đi -trong 100,000 năm- bất kỳ methane nào bị bẫy trong các bề mặt băng của các mặt trănb bên trong và các phần tử vành đai. Kiểu tối đi này có thể đã góp phần vào những bề mặt tối của các Mặt Trăng và các phần tử vành đai, hầu như đều có màu xám tối.
Một quầng sương mù trên cao được phát hiện xung quanh cực có ánh nắng của Sao Thiên Vương. Khu vực này cũng được phát hiện phát ra một lượng lớn ánh sáng cực tím, một hiện tượng được gọi là "dayglow." Nhiệt độ khí quyển trung bình khoảng 60 K (âm 350 độ Fahrenheit/âm 213 độ Celsius). Đáng ngạc nhiên, cực tối và cực được chiếu sáng, và hầu hết hành tinh có nhiệt độ gần như nhau ở các đám mây trên đỉnh.
Mặt Trăng của Sao Thiên Vương Miranda, vệ tinh nằm gần phía trong nhất trong số năm vệ tinh lớn, được phát hiện là một trong những vật thể kỳ lạ nhất đã từng được quan sát thấy trong Hệ mặt trời. Các hình ảnh chi tiết từ chuyến bay ngang của Voyager 2 qua Miranda cho thấy những hẻm núi lớn được tạo thành từ các đứt gãy địa chất sâu tới 20 kilômét (12 dặm), các lớp đất, và một sự pha trộn giữa các bề mặt cũ và mới. Một giả thuyết cho rằng Miranda có thể gồm tái tích tụ vật chất sau một sự kiện trước đó khi Miranda bị tan ra từng mảnh sau một vụ va chạm.
Tất cả chín vành đai từng biết trước kia của Sao Thiên Vương đã được các khí cụ trên Voyager 2 nghiên cứu. Những đo đạc này cho thấy các vành đai Sao Thiên Vương hoàn toàn khác biệt so với các vành đai Sao Mộc và Sao Thổ. Hệ thống vành đai Sao Thiên Vương có thể khá trẻ, và nó không hình thành cùng thời điểm hình thanh Sao Thiên Vương. Các phần tử tạo nên các vành đai có thể là các tàn tích của một vệ tinh đã bị tan vỡ hoặc bởi sự kiện va chạm tốc độ cao hoặc bởi các hiệu ứng thủy triều.

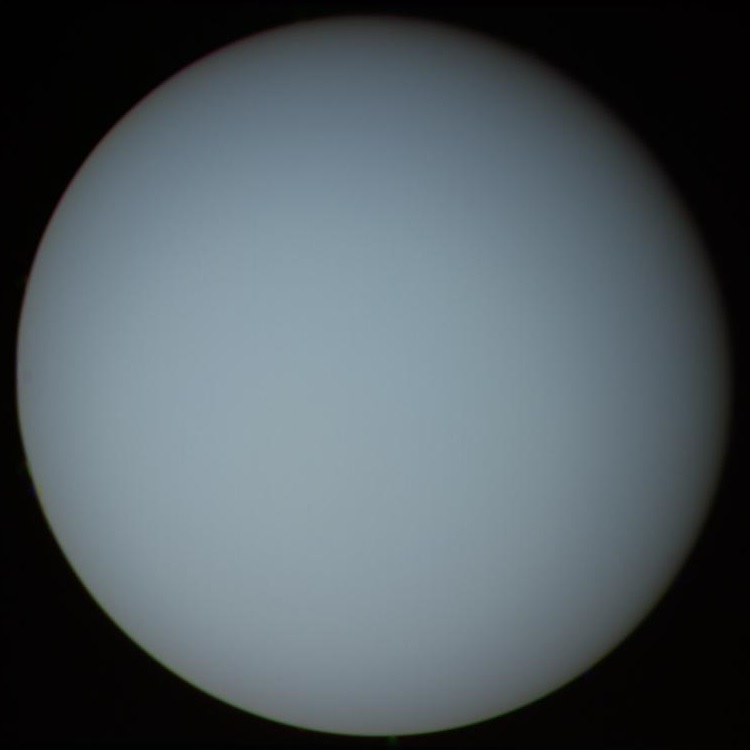
Sao Thiên Vương quan sát từ khoảng cách 18 triệu kilômét.
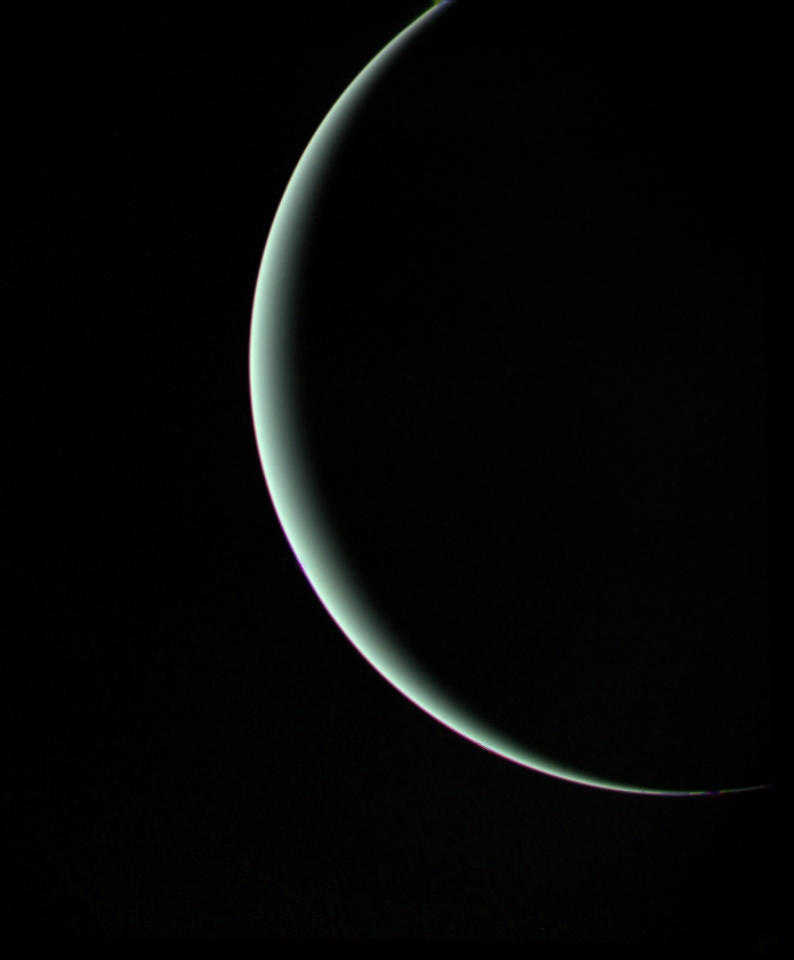
Sao Thiên Vương hình ảnh cuối cùng.
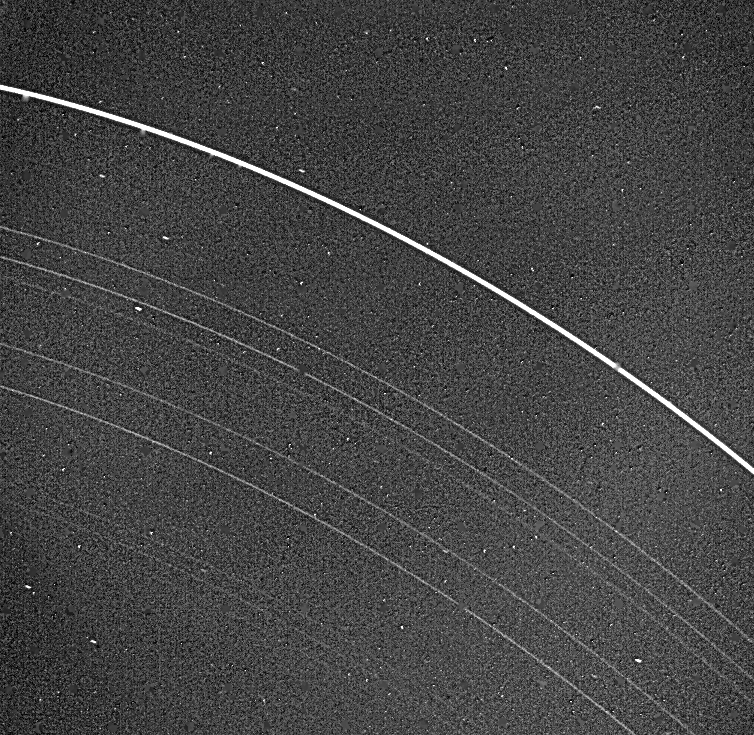
Ảnh Voyager 2 chụp Các vành đai Sao Thiên Vương.
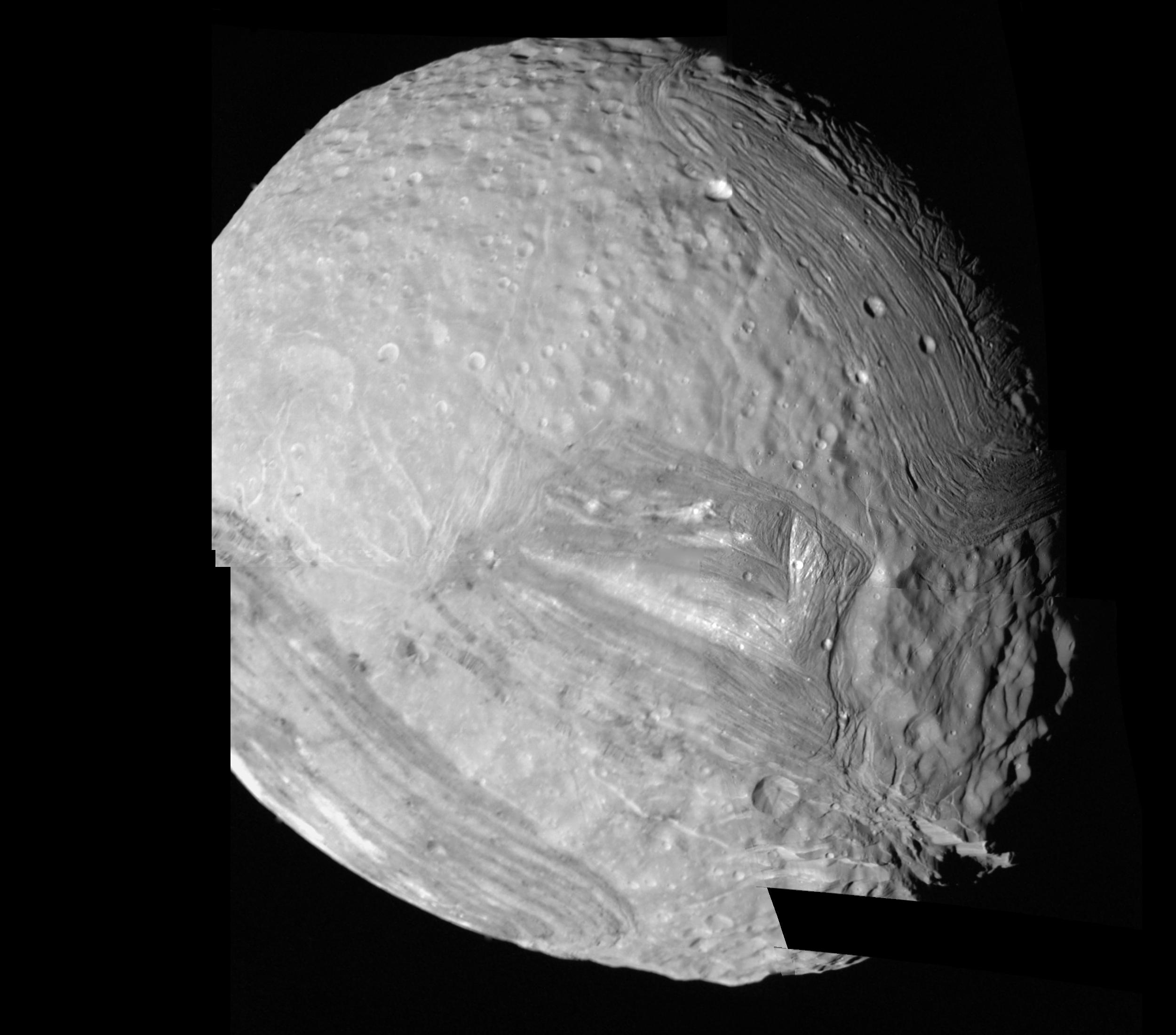
Miranda

### Gặp Sao Hải Vương
Lần tiếp cận gần nhất của Voyager 2 với Sao Hải Vương diễn ra ngày 25 tháng 8 năm 1989. Bởi đây là hành tinh cuối cùng trong Hệ mặt trời của chúng ta mà Voyager 2 có thể tới thăm, Nhà khoa học Lãnh đạo Dự án, các thành viên đội, và những người điều khiển bay quyết định cũng thực thiện một chuyến bay ngang vệ tinh lớn duy nhất của Sao Hải Vương, Triton, để thu thập được càng nhiều thông tin càng tốt về Sao Hải Vương và Triton, không cần biết tới Voyager 2 sẽ bay khỏi Sao Hải Vương ở góc nào. Đây cũng giống như trường hợp Voyager 1 gặp Sao Thổ và vệ tinh lớn của nó là Titan.
Thông qua các thử nghiệm quỹ đạo bay gặp gỡ được tiến hành nhiều lần xuyên qua hệ Sao Hải Vương trước đó, những người điều khiển bay đã tìm ra cách tốt nhất để Voyager 2 bay xuyên qua hệ Sao Hải Vương-Triton. Bởi mặt phẳng của quỹ đạo Triton nghiêng khá lớn so với mặt phẳng Ecliptic, thông qua những điều chỉnh giữa chặng, Voyager 2 được hướng vào một đường bay cách cực bắc Sao Hải Vương nhiều nghìn dặm. Ở thời điểm đó, Triton ở phía sau và phía dưới (phía nam của) Sao Hải Vương (ở góc khoảng 25 độ bên dưới mặt phẳng Ecliptic), gần với apoapsis quỷ quỹ đạo elíp của nó. Lực kéo hấp dẫn của Sao Hải Vương làm cong quỹ đạo của Voyager 2 xuống theo hướng về Triton. Trong chưa tới 24 giờ, Voyager 2 đã vượt qua khoảng cách giữa Sao Hải Vương và Triton, và sau đó nó quan sát bán cầu bắc của Triton khi Voyager 2 đã vượt qua cực bắc của Triton.
Hiệu ứng thực và cuối cùng trên quỹ đạo của Voyager 2 là làm cong đường bay của nó về phía nam xuống dưới mặt phẳng Ecliptic khoảng 30 độ. Voyager 2 luôn nằm trên đường bay này, và vì thế, nó thám hiểm không gian phía nam mặt phẳng Ecliptic, đo đạc các từ trường, các phần tử mang, vân vân, tại đó, và gửi những đo đạc về Trái Đất qua telemetry.
Khi đang ở trong vùng lân cận Sao Hải Vương, Voyager 2 đã phát hiện ra "Đốm Đen Lớn", và từ đó đốm này đã biến mất, theo những quan sát bởi Kính thiên văn vũ trụ Hubble. Ban đầu được cho là một đám mây lớn, "Đốm Đen Lớn" sau này được giả thiết là một hố ở dưới vùng mây có thể nhìn thấy của Sao Hải Vương.
Khí quyển Sao Hải Vương gồm hydro, heli, và methane. Methane trong thượng tầng khí quyển Sao Hải Vương hấp thụ ánh sáng đỏ từ Mặt trời, nhưng nó phản chiếu ánh sáng xanh từ Mặt trời vào không gian. Điều này giải thích tại sao Sao Hải Vương có màu xanh.
Trong nhiều thập kỷ, bắt đầu từ cuối thế kỷ 19, mọi người đa phần nghĩ rằng một hành tinh chưa nhìn thấy (được gọi là "Hành tinh X") đang ảnh hưởng tới quỹ đạo của Sao Thiên Vương và Sao Hải Vương, bằng cách gây nhiễu loạn tới chúng, bởi vị trí quan sát và vị trí dự đoán của chúng theo tính toán hơi khác biệt nhau. Khái niệm này có thể đã dẫn tới việc phát hiện ra Sao Diêm Vương vào năm 1930, nhưng việc phát hiện thực tế ra Sao Diêm Vương của Clyde Tombaugh năm 1930 chỉ là một điều tình cờ xảy ra khi một số nhà thiên văn học đang xem xét các khu vực bầu trời để tìm kiếm "Hành tinh X".
Ý tưởng về "Hành tinh X" vẫn tồn tại, bởi trong nhiều thập kỷ từ năm 1930, ngày càng rõ rằng Sao Diêm Vương không thể có đủ khối lượng để ảnh hưởng ở mức có thể đo được với hai hành tinh kia. Khi Voyager 2 bay qua Sao Hải Vương, nó đã có thể đo đạc được chính xác hơn khối lượng của ngôi sao này. Sao Hải Vương được ước tính thấp hơn khoảng 0.5 phần trăm khối lượng so với con số mọi người tính trước đó, đây là một khác biệt lớn bằng cả khối lượng sao Hoả. Khi các quỹ đạo của Sao Thiên Vương và Sao Hải Vương được tính toán lại bằng con số khối lượng chính xác hơn, mọi người thấy rằng sự sai lầm trong khối lượng của Sao Hải Vương - chứ không phải lực hút từ một hành tinh chưa được phát hiện thấy - đã gây ra sự sai khác trong quỹ đạo mà tư lâu khiến nhiền nhà thiên văn học hành tinh phải đau đầu.
Với quyết định của Liên đoàn Thiên văn học Quốc tế xếp hạng lại Sao Diêm Vương là một "hành tinh lùn" năm 2008, chuyến bay ngang Sao Hải Vương của Voyager 2 năm 1989 trở thành điểm khi mọi hành tinh lớn trong Hệ mặt trời đều đã được viếng thăm ít nhất một lần bởi một tàu vũ trụ.

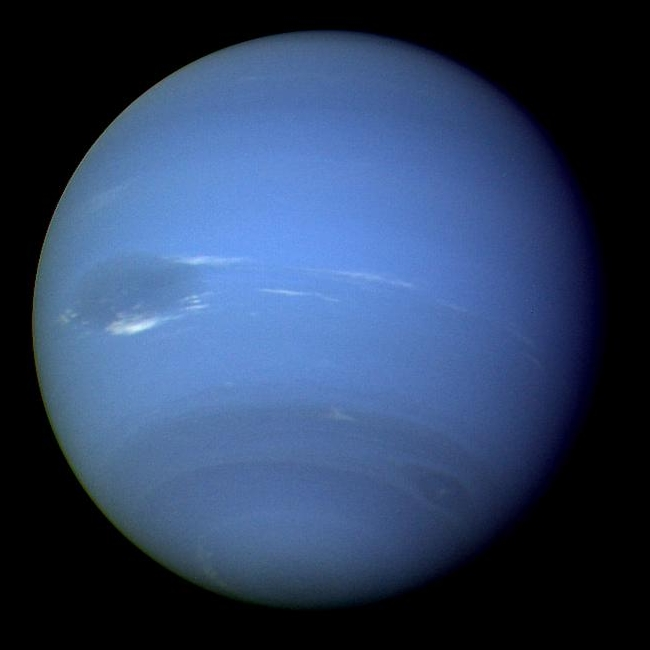
Ảnh Voyager 2 chụp Sao Hải Vương
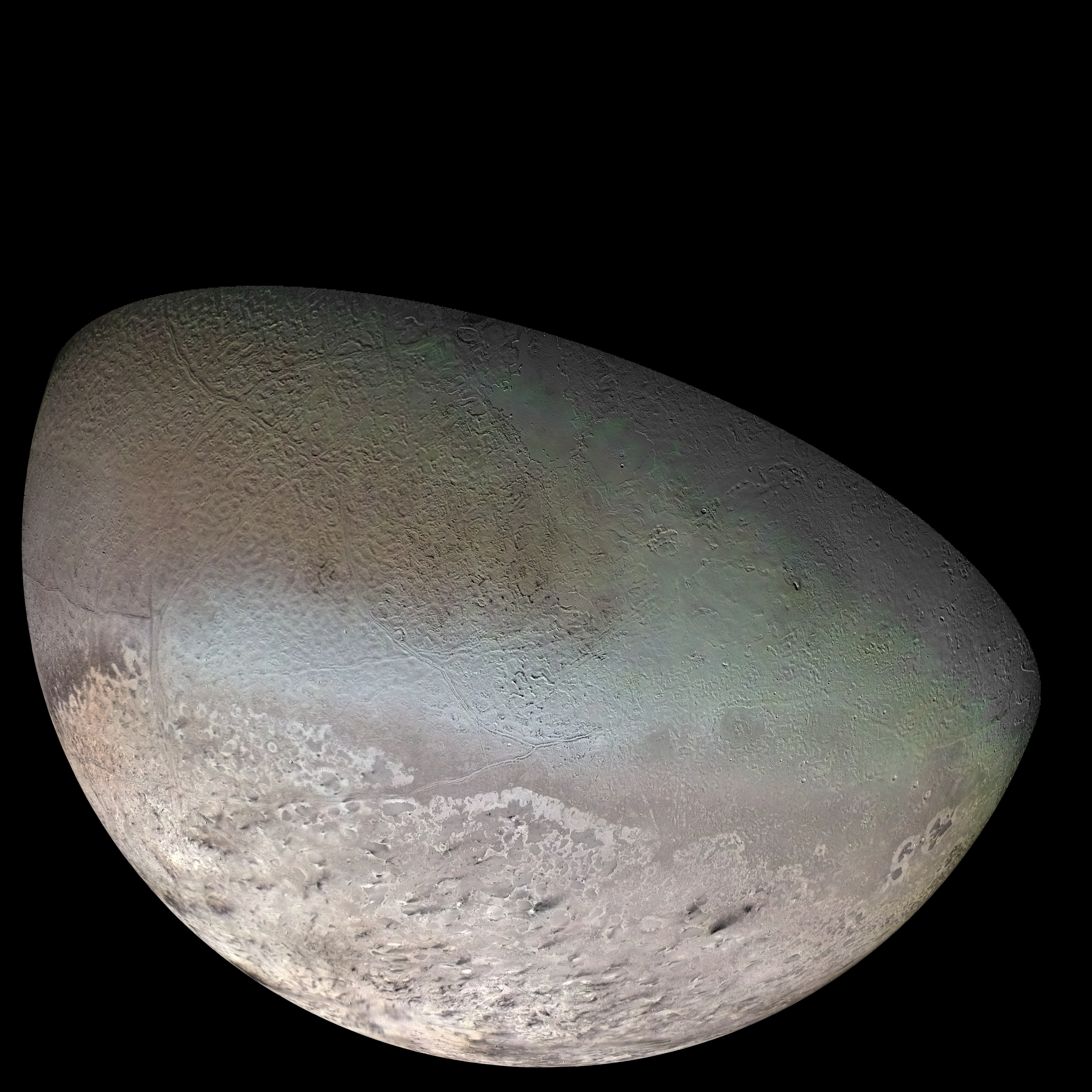
Ảnh Voyager 2 chụp Triton

### Thoát khỏi Hệ mặt trời
Bởi sứ mệnh hành tinh của nó đã kết thúc, Voyager 2 hiện được coi là đang thực hiện một phi vụ liên sao, mà NASA hiện đang tiến hành để khám phá Hệ mặt trời như thế nào bên ngoài nhật quyển. Ngày 30 tháng 8 năm 2007, Voyager 2 đã vượt qua sốc kết thúc vào trong nhật bao, xấp xỉ 1 tỷ dặm (1.6 tỷ km) gần Mặt trời hơn Voyager 1. Điều này bởi từ trường liên sao địa phương của vũ trụ. Bán cầu nam của nhật quyển của hệ mặt trời đang bị đẩy vào.
Ở thời điểm ngày 13 tháng 4 năm 2010, Voyager 2 ở khoảng cách khoảng 91,898 AU (13,747 tỉ km, 8,542 tỉ dặm, hay 0,001443 năm ánh sáng) từ Mặt trời, ở sâu trong đĩa phân tán, và đang bay ra ngoài với tốc độ khoảng 3,264 AU mỗi năm.
 Nó cách xa Mặt trời gấp hai lần so với Sao Diêm Vương, và xa phía ngoài điểm cận nhật của 90377 Sedna, nhưng vẫn chưa ở ngoài các giới hạn bên ngoài của quỹ đạo của hành tinh lùn Eris.
Voyager 2 không hướng về bất kỳ ngôi sao cụ thể nào. Nếu cứ để như vậy, nó sẽ bay qua Sirius, hiện đang ở cách 2,6 parsec từ Mặt trời và đang di chuyển chéo khỏi Mặt trời, ở khoảng cách 1,32 parsec (4.3 năm ánh sáng, 25 nghìn tỷ dặm) trong khoảng 296,000 năm.
Voyager 2 được chờ đợi sẽ tiếp tục truyền các thông điệp sóng radio yếu ít nhất cho tới năm 2025, hơn 48 năm từ khi nó được phóng lên.
| Năm                      | Chấm dứt khả năng riêng biệt vì các giới hạn năng lượng điện |
| ------------------------ | --- |
| 1998                     | Chấm dứt scan platform và quan sát UV |
| 2007                     | Chấm dứt các hoạt động Digital Tape Recorder (DTR) (Nó đã không còn cần thiết nữa vì một hư hỏng trên High Waveform Receiver trên Plasma Wave Subsystem (PWS) ngày 30 tháng 6 năm 2002.) |
| 2008                     | Cắt điện Thực nghiệm Radio Thiên văn học Hành tinh (PRA) |
| Xấp xỉ 2015              | Kết thúc các nhiệm vụ của con quay hồi chuyển |
| Xấp xỉ 2020              | Bắt đầu chia sẻ năng lượng thiết bị |
| 2025 hay một chút sau đó | Không thể hoạt động bất kỳ thiết bị nào nữa |

Bên trong tàu vũ trụ có một trong hai Đĩa Vàng Voyager. Nó được dự định gửi cho bất kỳ hình thức sự sống thông minh ngoài Trái Đất nào có thể tìm thấy nó. Đĩa có những hỉnh ảnh về Trái Đất và các hình thức sự sống ở trên Trái Đất, một số thông tin khoa học, những lời chào mừng từ mọi người (ví dụ Tổng thư ký Liên hiệp quốc và Tổng thống Hoa Kỳ, và trẻ em của Hành tinh Trái Đất và một sự pha trộn, "Các âm thanh của Trái Đất", gồm cả các âm thanh của cá voi, tiếng trẻ em khóc, tiếng sóng vỗ bờ, và nhiều loại âm nhạc.

## Tình trạng hiện tại
Voyager 2 ở cách Mặt trời 92 AU ở thời điểm tháng 3 năm 2010. Ngày 1 tháng 11 năm 2009, nó ở độ nghiêng -54.59° và Right Ascension 19.733 h, khiến nó ở trong chòm sao Telescopium khi quan sát từ Trái Đất
Ngày 30 tháng 11 năm 2006, một lệnh cho Voyager 2 đã bị máy tính trên tàu giải mã sai - trong một lỗi ngẫu nhiên - là một lệnh bật các máy sưởi điện và từ kế của tàu. Các máy sưởi điện này vẫn được bật cho tới ngày 4 tháng 12 năm 2006, và trong thời gian đó dẫn tới một nhiệt độ lên tới trên 130 °C (266 °F), cao hơn rất nhiều so với nhiệt độ để các từ kế được thiết kế có thể chịu được, và một cảm biến đã quay khỏi hướng chuẩn của nó. Vẫn chưa thể phân tích và sửa chữa hoàn toàn thiệt hại gây ra với từ kế của Voyager 2, dù những nỗ lực để thực hiện việc đó vẫn đang được tiến hành.
Thông tin về việc tiếp tục liên lạc với Voyager 2 có trên. Thông tin về vị trí hiện tại của Voyager 2 có thể thấy tại.
Voyager 2 cũng thường xuyên thông báo khoảng cách thực của nó với Trái Đất bằng cách phát đi tín hiệu với tốc độ ánh sáng.
Một nhà khoa học Đức tuyên bố sinh vật ngoài Trái Đất cướp tàu vũ trụ Voyager 2 của Mỹ và sử dụng nó để liên lạc với Trái Đất.